# Charles Pollard
Charles Pollard (ur. 24 marca 1973 w Linden) – gujański piłkarz występujący na pozycji obrońcy, obecnie zawodnik trynidadzkiego North East Stars.

## Kariera klubowa
Pollard początkowo występował w kilku klubach gujańskich, jednak niemal całą profesjonalną karierę piłkarską spędził w Trynidadzie i Tobago. W 2002 roku jako zawodnik San Juan Jabloteh został pierwszym Gujańczykiem w historii TT Pro League, wspólnie z Randolphem Jerome. W tym samym sezonie wywalczył pierwsze w historii klubu mistrzostwo Trynidadu i Tobago. Przyczynił się także do drugiego tytułu mistrzowskiego, w sezonie 2003, jednak w połowie rozgrywek odszedł do North East Stars. Tam zdobył kolejne mistrzostwo – w sezonie 2004 – po czym powrócił do San Juan Jabloteh, gdzie z kolei spędził jeden rok, uwieńczony wicemistrzostwem Trynidadu i Tobago. W 2006 roku po raz kolejny reprezentował barwy North East Stars, jednak bez większych sukcesów.
Wiosną 2007 Pollard przeszedł do Caledonia AIA, a po pół roku zasilił amerykańską ekipę Brooklyn Knights, występującą na czwartym poziomie rozgrywek – USL Premier Development League. W zespole Knights zajął drugie miejsce w konferencji północno-wschodniej i dotarł do półfinału fazy play-off, rozgrywając cztery spotkania. Po sześciu miesiącach powrócił do Caledonia AIA, gdzie spędził dwa lata, za to w 2010 roku po raz trzeci w karierze podpisał umowę z North East Stars.

## Kariera reprezentacyjna
W seniorskiej reprezentacji Gujany Pollard zadebiutował 29 marca 1996 w przegranym 1:2 spotkaniu z Grenadą, wchodzącym w skład eliminacji do Mistrzostw Świata 1998, na które jego drużyna ostatecznie się nie zakwalifikowała. Rok później został kapitanem drużyny narodowej, a premierowego gola w kadrze strzelił w 2006 roku. Wystąpił w dwóch spotkaniach w ramach eliminacji do Mistrzostw Świata 2010, nieudanych dla Gujańczyków. Brał także udział w kwalifikacjach do Mistrzostw Świata 2014, gdzie wpisał się na listę strzelców w wygranej 2:0 konfrontacji z Barbadosem.